# Pudeoniscus obscurus
Pudeoniscus obscurus là một loài chân đều trong họ Pudeoniscidae. Loài này được Lemos de Castro miêu tả khoa học năm 1973.